# Box Brazil Play
Box Brazil Play é uma plataforma de streaming brasileira. É a primeira plataforma de streaming voltada exclusivamente para conteúdos nacionais, além dos conteúdos, a plataforma também transmite ao vivo a programação de vários canais, entre eles SBT, CNN Brasil, RedeTV! e Record News. A plataforma de streaming foi lançada em fevereiro de 2021 e é operada pelo grupo Box Brazil em parceria com a Claro.
Plataforma foi desenvolvida pela Container Media Tech.

## História
A plataforma de streaming foi lançada no dia 4 de fevereiro de 2021 sem restrições no Brasil inteiro. A Claro anunciou a parceria com a Box Brazil Play para disponibilizar todos conteúdos da plataforma para assinantes do Claro TV+. Com o lançamento em maior escala, a Box Brazil Play disponibilizou mais de 1500 conteúdos VOD e mais de 80 canais de TV nacionais, entre eles Prime Box Brazil, Music Box Brazil, Travel Box Brazil, FashionTV, CNN Brasil, COM Brasil TV.
Em agosto de 2020, a Box Brazil fechou contrato com novas emissoras e passou a transmitir também a programação da BandSports, BandNews, Band, AgroMais, Sabor & Arte, Arte 1, SBT, Record News e RecordTV.

## Conteúdo
A plataforma conta conteúdos exclusivos de diversas produtoras nacionais, disponibilizando filmes, documentários, séries e shows de artistas brasileiros, além de incluir a programação original dos canais Music Box, FashionTV e Prime Box Brazil. Entre as produções disponíveis no catálogo do streaming estão: A Estrada 47, Amores Urbanos, Paula, Tribos & Impérios, e Através da Sombra Não.

## Canais ao vivo
- Prime Box Brazil
- Music Box Brazil [7]
- FashionTV
- Travel Box Brazil
- Box Kids
- Canal Markket
- Band Sports
- Band News
- Record News
- CNN Brasil
- SBT
- Record TV
- Rede TV!
- Band HD
- Fish TV
- AgroMais
- Canal Rural
- Canal do Criador
- Sabor & Arte
- Arte 1
- Yeeaah
- COM Brasil TV
- TV Brasil 2
- TV Escola
- TV Senado
- TBO
- TV Pampa
- Rede Gênesis
- TV Evangelizar
- NBR
- Adesso TV
- UTV
- TV Carioca NET
- TV Grande Natal
- Blits TV
- Q Tal Channel
- Rede QDM
- Chroma TV
- VRT Channel
- TV Caravelas
- TVídeo News
- BR Super TV
- TV Educar
- TV Milagro
- Demais TV
- Rede SDP TV
- Rede SPTV
- TV A Folha
- Bah! TV
- Polidoro TV
- Telemilênio
- SOU [TV]
- Pompeia TV
- TV TeenNet
- TVCOM
- Nova TV Agrotour
- ULB TV
- PetLovers
- RS News
- RS News Par Per Wien
- RS News Sports
- RS News Sports 2
- RS News Sports 3
- RS News Sports 4
- RS News Sports 5
- TV Avivando Nações
- TV Resende
- TV Aparecida
- TV Metropolitana Rio
- TV Diversa
- TV Max Rio
- Unique TV
- Unique TV Sports
- Assim é Portugal TV
- START
- TV Mon HD Séries Classic
- Rede Recon
- TV Mon HD
- TV Litoral
- Rede Brasil